# 苏德门努西
苏德门努西是巴西圣保罗州的一个市镇。总面积590.682平方公里，总人口7714人，人口密度13.1人/平方公里。